# 扁颅蝠
扁颅蝠（学名：Tylonycteris pachypus），俗稱竹蝠，为蝙蝠科扁颅蝠属的动物，分布于孟加拉国，印度，印度尼西亚，马来西亚，缅甸，菲律宾，老挝和中国南部广西、贵州、广东、云南等地，一般生活于热带森林（树、竹、洞隙、叶下）。该物种的模式产地在爪哇。
扁颅蝠是世界上最小的哺乳动物之一，和蜜蜂差不多大。成年蝠约4厘米长，翅宽15厘米左右，体重2克。幼蝠生在竹节中，一般一胎两个，由母亲哺育。竹子上开口是被甲蟲或竹蜂咬破，又或是因為冷縮熱漲而形成的窄窄裂缝，使蛇之类的猎捕者无法进入。扁顱蝠本身亦以昆蟲為食，其食糧主要是蒼蠅、甲蟲及膜翅目物種。

## 保护
- 中国濒危动物红皮书等级：稀有

## 亚种
- 扁颅蝠缅甸亚种（学名：或），Blyth于1859年命名。在中国大陆，分布于广西、贵州、广东、云南等地。该物种的模式产地在缅甸。[7]
- 。
- 。
- 。
- 扁颅蝠指名亚种（学名：Tylonycteris pachypus pachypus）。